# Giardini pubblici Indro Montanelli
I giardini pubblici Indro Montanelli sono un parco pubblico di Milano, situato nella zona di Porta Venezia, nel Municipio 1 e nel NIL n. 3 "Giardini Porta Venezia". 
Inaugurati nel 1784 dall'amministrazione asburgica, furono il primo parco milanese espressamente destinato allo svago collettivo. Per oltre due secoli sono stati chiamati giardini pubblici, giardini di Porta Venezia, giardini di via Palestro o semplicemente i giardini, e l'uso è ancora invalso.
Dal 2002 sono intitolati al giornalista e scrittore Indro Montanelli, che usava trascorrervi parte del proprio tempo libero.

## Storia

### Il progetto di Piermarini
Nella seconda metà del XVIII secolo l'area dei giardini pubblici era un grande appezzamento di terreno leggermente depresso, sul bordo settentrionale della città, entro le mura spagnole. Era di proprietà della famiglia Dugnani e suddiviso in orti coltivati in affitto, attraversato da una rete di corsi d'acqua di cui rimangono tracce visibile nei laghetti e canaletti presenti nei giardini pubblici stessi e nel vicino parco della Villa Reale, che si trova circa a metà della via Palestro di fronte al lato meridionale dei giardini. Nell'area di questi ultimi, sorgevano ancora gli edifici di due monasteri, quello di San Dionigi e quello delle Carcanine, che erano stati soppressi dal governo asburgico.
Nel 1780 l'arciduca Ferdinando d'Asburgo-Este, viceré a Milano dall'ottobre 1771 al maggio del 1796, incaricò l'architetto Giuseppe Piermarini di trasformare quell'area in un parco pubblico, inglobandovi anche gli spazi acquisiti dei due monasteri, entrambi con propri giardini. I lavori furono realizzati nella parte orientale tra il 1782 e il 1786. Nel 1783 nell'ambito di rinnovamento e trasformazione della città sotto la direzione del capomastro Giuseppe Crippa, si inserisce l'idea di un Paesaggio pubblico nel decreto del 6 dicembre dello stesso anno il Consiglio della città di Milano ha ritenuto di progettare un giardino pubblico per l'importanza che ha da offrire alla città  un maggior lustro e ornamento ed all'universale dei cittadini un pubblico comodo e divertimento sull'esempio delle più grandi e colte città d'Europa .Il 26 settembre 1786 Piermarini effettuò il collaudo di tutte le opere approvandole: furono i primi giardini pubblici della città. I materiali necessari per l'esecuzione dei lavori furono esentati dal pagamento del dazio e la manodopera per la loro movimentazione fu reperita tra i condannati all'ergastolo. Il progetto, nello stile del giardino alla francese, con aiuole geometriche e ampie prospettive di viali alberati, era coordinato con quello dei "Boschetti" 1787-1788, i giardini di via Marina (consistenti in filari di tigli, olmi e ippocastani paralleli). Al vertice nordorientale dei giardini, verso Porta Venezia, accanto alla doppia monumentale scalinata che saliva ai Bastioni, era ricavato un vasto spazio dedicato al gioco del pallone. Anche la successiva costruzione degli edifici del Museo di storia naturale (1888-93) e del planetario "Ulrico Hoepli" (1930) non ha alterato la prospettiva della lunga fuga di alberi immaginata da Piermarini.

### La risistemazione di Balzaretti
L'ampliamento ovest, fino a via Manin, fu realizzato dall'architetto Giuseppe Balzaretti con la collaborazione dell'allievo Enrico Combi nel 1856-1862, seguendo la nuova moda del giardino paesaggistico all'inglese, con alture, ruscelli e laghetti artificiali, inglobando l'intera proprietà Dugnani, compreso il palazzo seicentesco che affaccia sulla via Manin. L'ampliamento, su progetto di Balzaretti, fu completato dopo l'unità d'Italia. Considerata la prima delle grandi opere compiute in Milano dopo il 1859, il Giardino Pubblico di Milano fu inaugurato durante le feste popolari dei plebisciti e delle annessioni che si tennero a Milano.

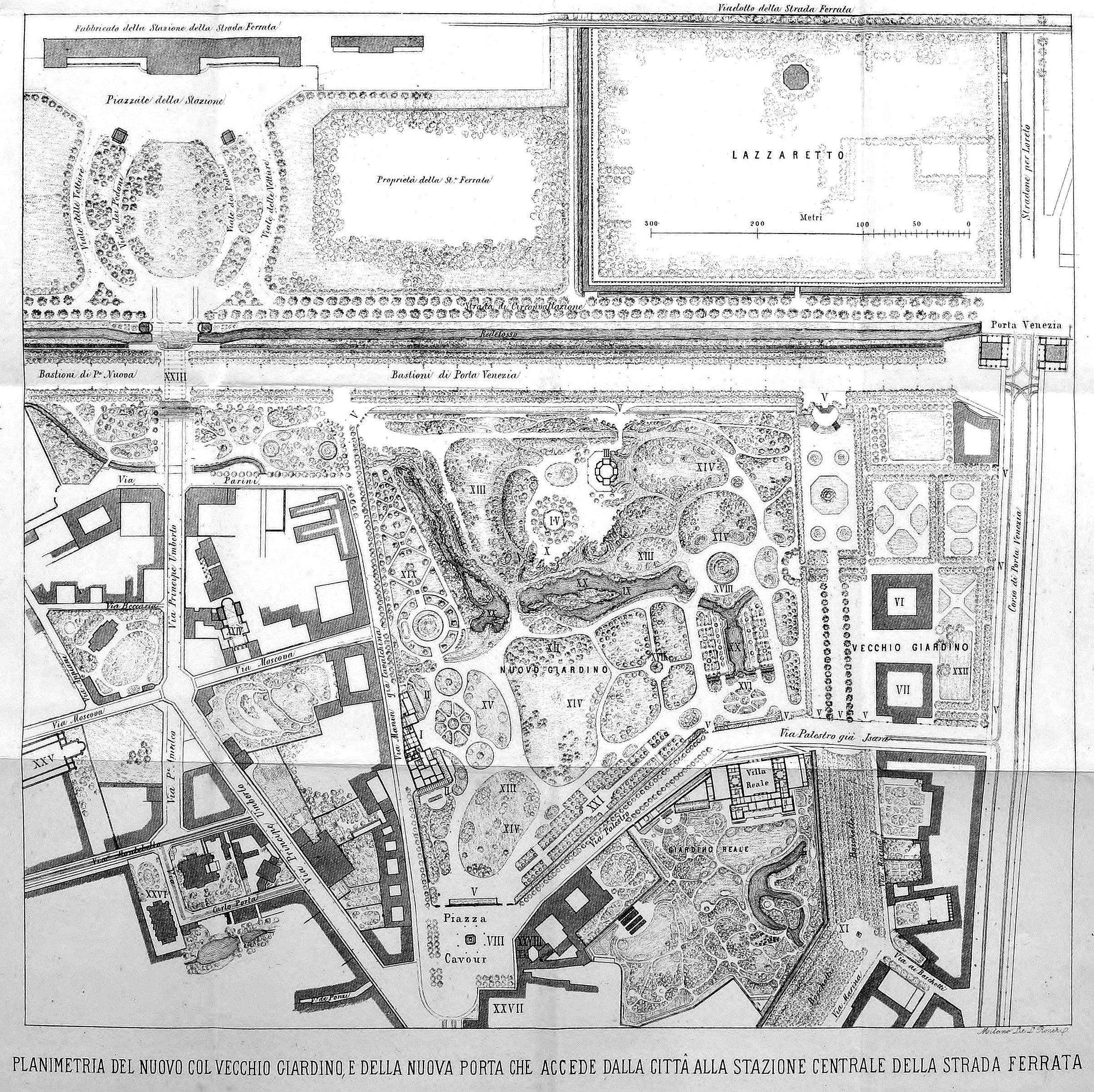
Mappa dei giardini nel 1869
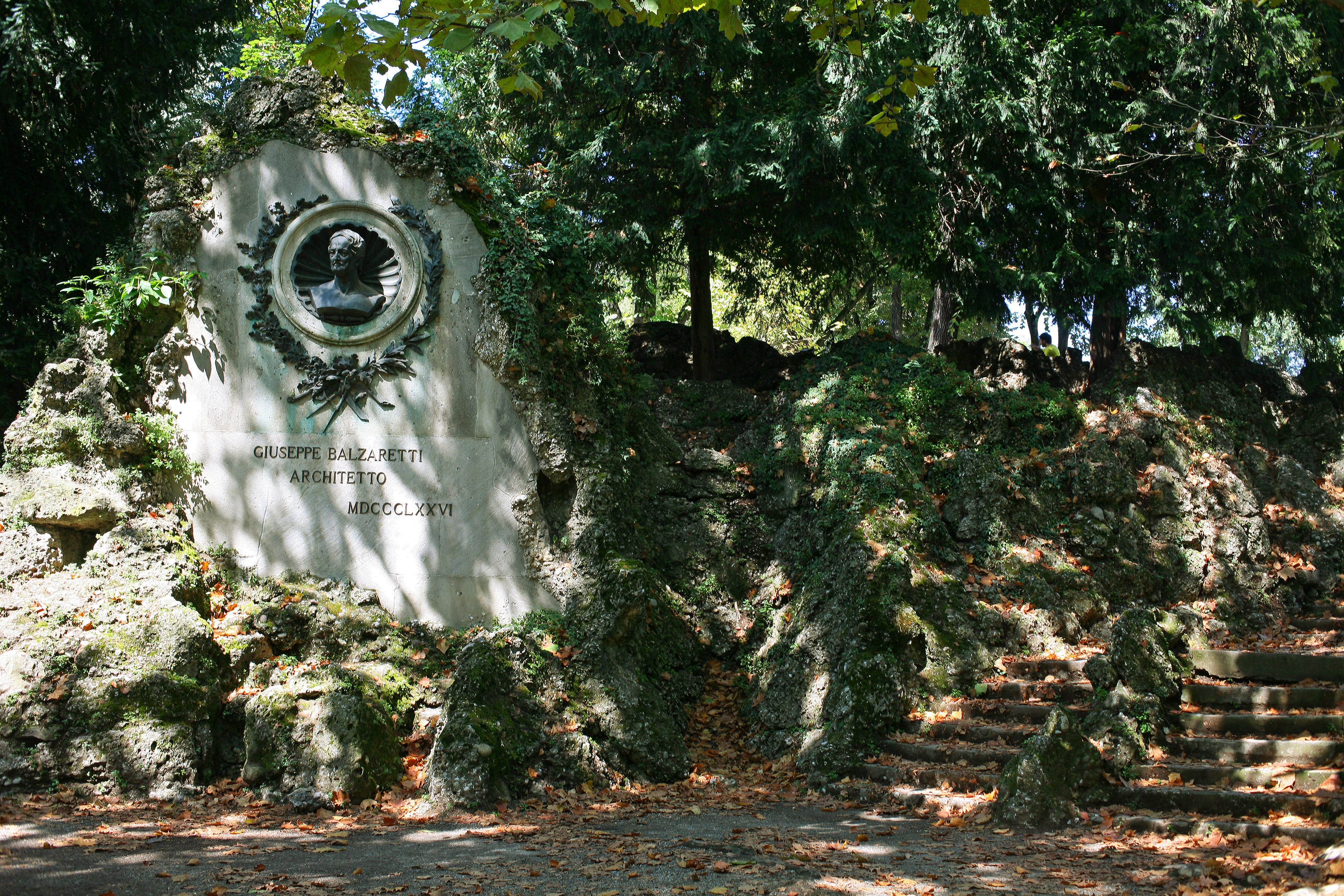
Monumento al Balzaretti all'interno dei Giardini (1876)
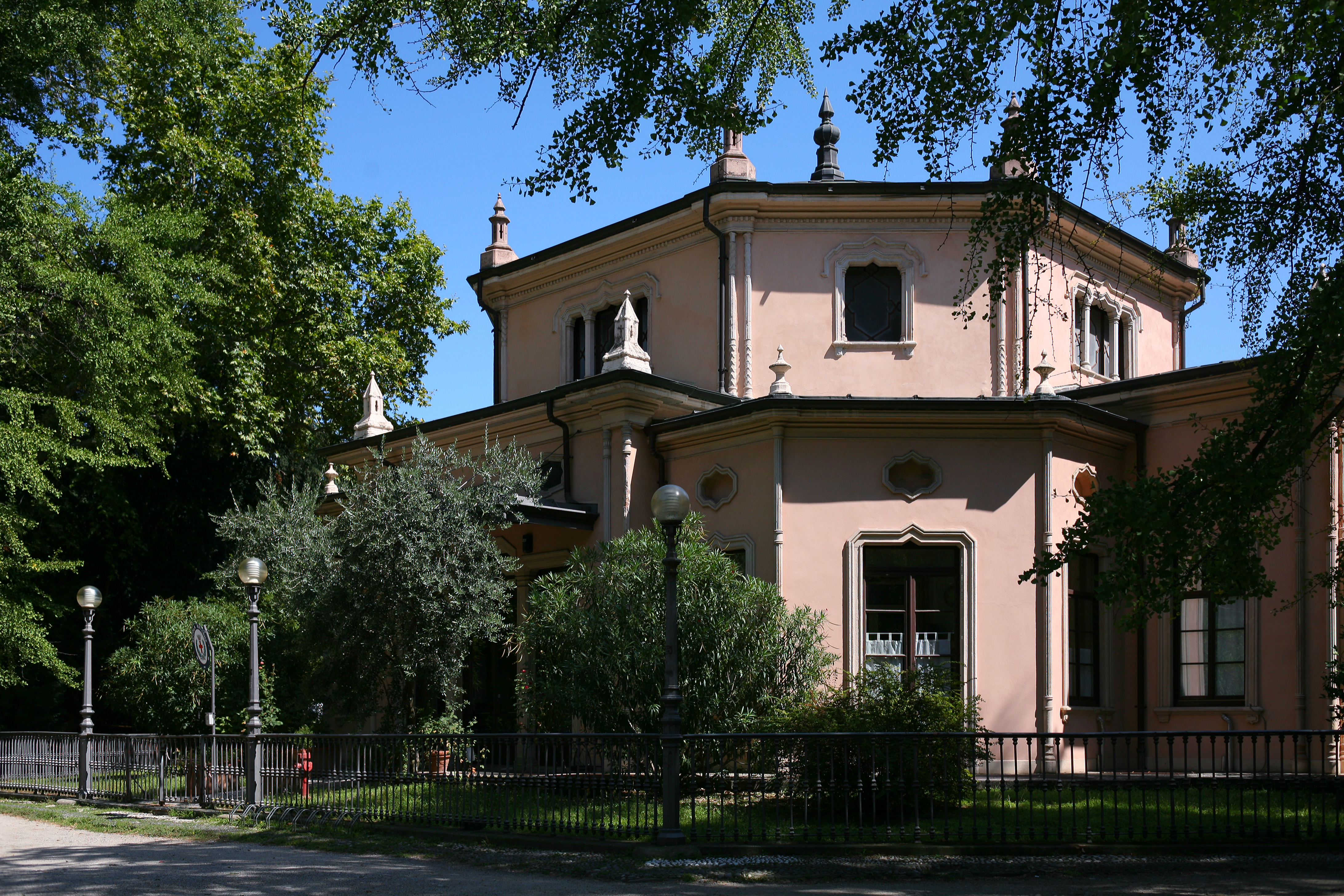
L'ex Padiglione del Caffè di Balzaretti, trasformato in scuola materna nel 1920

### Lo zoo
Nella seconda metà del XIX secolo si affiancarono al Museo di storia naturale altre "attrazioni" relative al mondo animale, quali voliere e gabbie per cervi, scimmie e una giraffa, a cui progressivamente si aggiungeranno numerosi altri animali, dando vita a quello che sarà conosciuto come lo zoo di Milano. Il parco zoologico venne chiuso definitivamente nel 1992 in seguito alle pressioni dei movimenti ambientalisti; ad oggi ne rimangono il padiglione che conteneva le gabbie dei grandi felini, ora riadattato a spazio didattico per il museo di scienze naturali, e la vasca delle otarie.

### L'esposizione del 1881

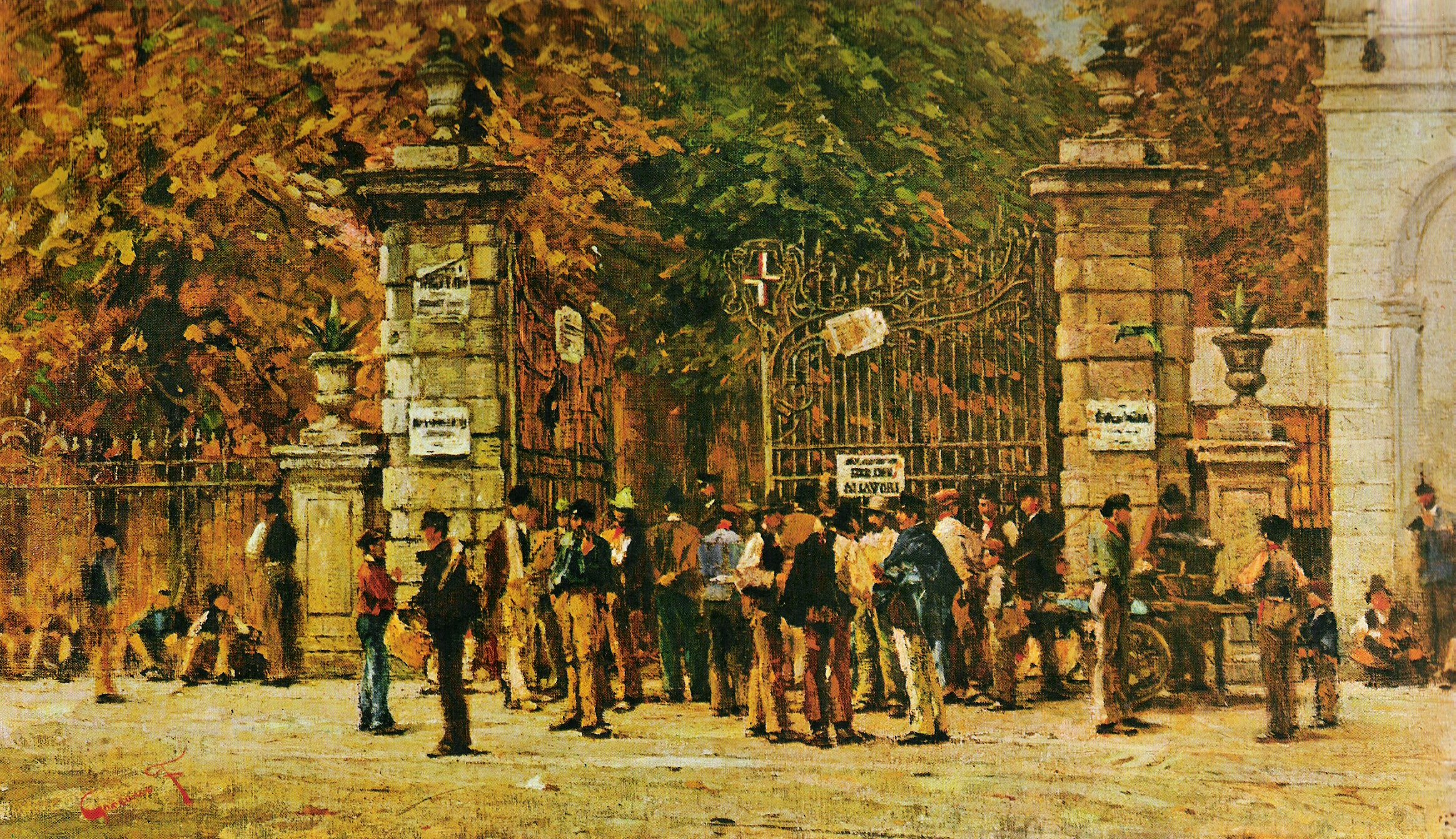
Filippo Carcano, L'ora del riposo durante i lavori dell'Esposizione del 1881, 1881

Ai giardini si svolsero, nel decennio tra il 1871 e il 1881, numerose grandi esposizioni.
Di particolare rilevanza fu l'Esposizione Nazionale del 1881 che occupò una vasta zona del giardino e anche la zona dei "Boschetti". In tale occasione fu realizzata la "casa russa", distrutta dai bombardamenti del 1943.

Il manifesto per l'Esposizione nazionale del 1881
La "casa russa"

### La risistemazione di Alemagna
Verso la fine del secolo si rese necessario una radicale risistemazione dell'area che, nel frattempo e grazie anche alla demolizione del vicino Lazzaretto, stava assumendo una dimensione meno periferica. La risistemazione fu curata dall'architetto Emilio Alemagna, già progettista del parco Sempione, sorto tra il Castello Sforzesco e l'arco della Pace nel 1906.
Nel 1920, sul viale dei Bastioni, si svolse la prima fiera campionaria. Il successo fu tale che nel 1923 il neonato ente dedicato, il regio Ente autonomo Fiera internazionale di Milano, sposterà definitivamente l'esposizione nell'allora recente piazza d'armi, dove resterà fino alla realizzazione del polo espositivo di Rho.

## Situazione attuale
I giardini pubblici si trovano nel settore nord-est del centro storico cittadino, in un vasto rettangolo delimitato a nord dai Bastioni di Porta Venezia e, procedendo in senso orario, da corso Venezia, da via Palestro e via Daniele Manin; al vertice di queste ultime due vie si trova piazza Cavour, sulla quale insistono anche via Fatebenefratelli, via Senato e via Filippo Turati.
Nel 2002 i giardini sono stati intitolati al famoso giornalista e scrittore Indro Montanelli, scomparso l'anno precedente. Ogni mattina Montanelli, recandosi al lavoro presso Il Giornale, quotidiano da lui fondato e diretto, la cui redazione all'epoca si trovava presso il Palazzo dell'Informazione, era solito passare per i giardini e sostarvi brevemente, su una panchina vicino all'ingresso di piazza Cavour. Fu in questo luogo, all'angolo fra via Manin e piazza Cavour, che la mattina del 2 giugno 1977 Montanelli fu vittima di un attentato ad opera delle Brigate Rosse, che gli spararono alle gambe; vicino al luogo dell'attentato sorge una statua in sua memoria, che lo ritrae intento a scrivere a macchina.

## Flora e attrezzature
Tra le molte specie arboree presenti, ricordiamo l'abete, gli aceri, il bagolaro, il falso cipresso sulle rive del laghetto, i cedri del Libano e dell'Himalaya, la metasequoia, con un esemplare monumentale, il faggio, il ginkgo biloba, un lungo filare di ippocastani, il liquidambar, la magnolia, gli olmi e i platani di cui un esemplare secolare cresce vicino alla statua di Montanelli, il pruno, la quercia rossa, la sofora, lo spino di Giuda e il tiglio. Tra gli alberi è stato individuato un percorso botanico con visite organizzate per le scuole dall'Associazione didattica museale.
Sono presenti tre aree gioco e un'area per il divertimento con giostre e un trenino su binari. Ai cani sono riservati due spazi cintati per 10.600 metri quadrati. L'associazione "Cometa" ha realizzato, a fianco del museo, il padiglione "Oasi delle farfalle".
Dal 1996 è diventato tradizionale l'appuntamento con "Orticola", la mostra mercato di floro-vivaismo che si svolge nel mese di maggio, organizzata dall'Associazione orticola di Lombardia,, mentre da in estate i giardini sono una delle tre sedi della rassegna cinematografica all'aperto "Arianteo".
Nella notte del 24 luglio 2023, sulla città di Milano si è abbattuta una tempesta molto violenta che ha comportato un drastico impoverimento del patrimonio arboreo dei giardini Montanelli, causando lo sradicamento e il crollo di alcune centinaia di piante, fra cui alcuni esemplari secolari.

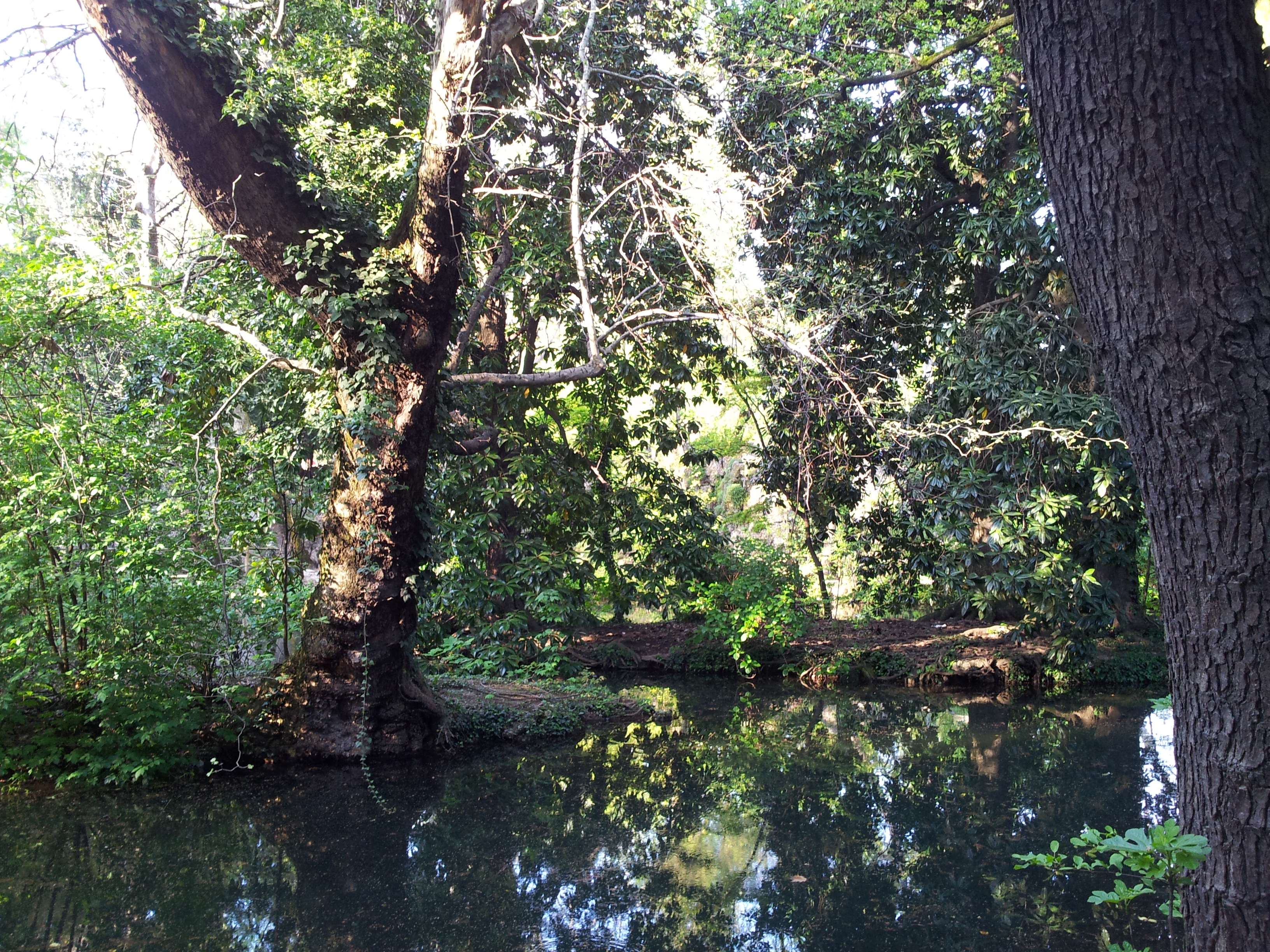
Scorcio del laghetto
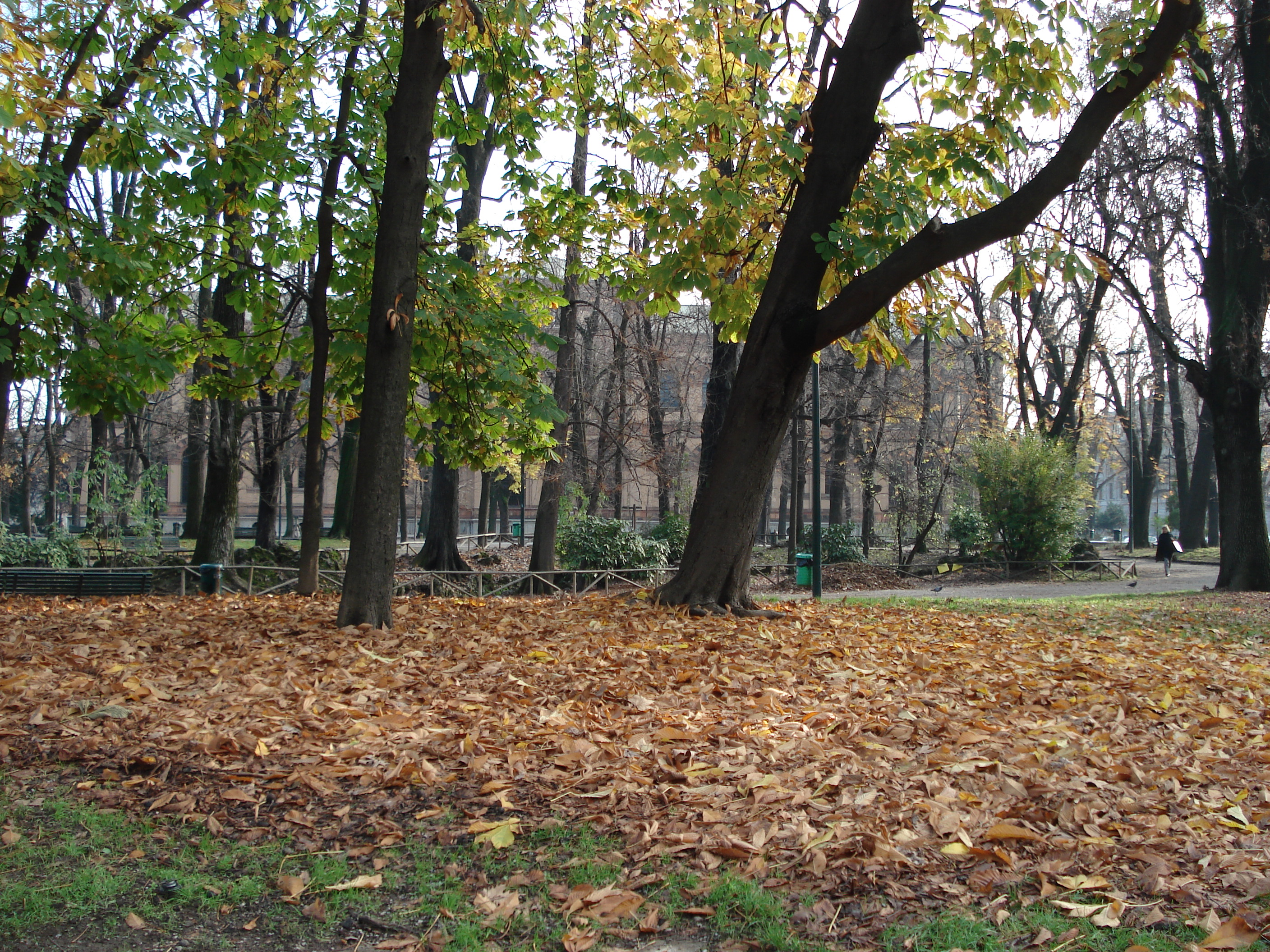
Ippocastani in autunno

## Musei e beni architettonici

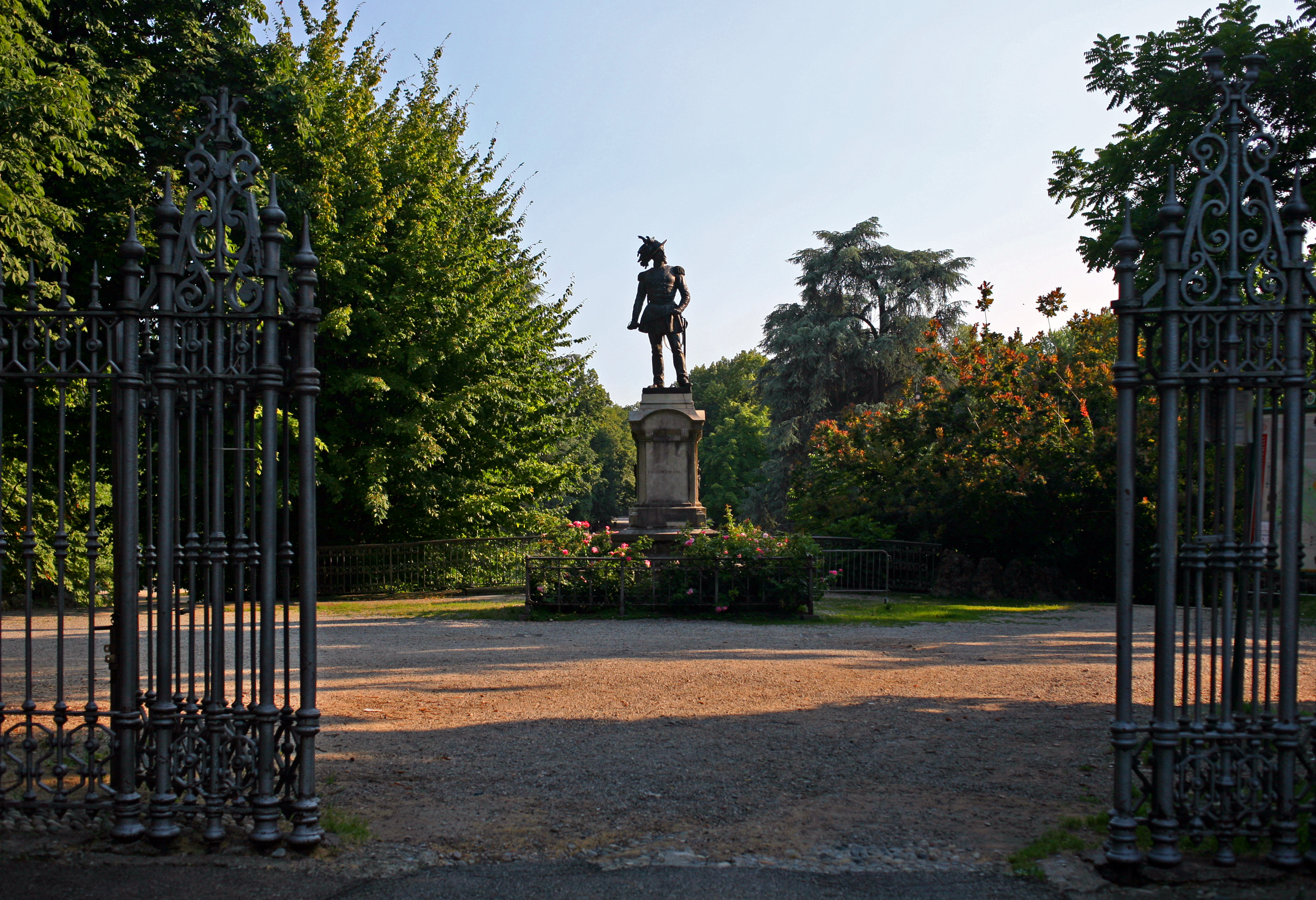
Ingresso dai bastioni, con la statua di Luciano Manara

All'interno della recinzione dei giardini si trovano:
- Palazzo Dugnani, realizzato nel Seicento e modificato e restaurato nel Settecento, di proprietà del comune dalla fine dell'Ottocento;
- il Museo Civico di Storia Naturale, progettato nel 1888 da Giovanni Ceruti dopo la demolizione dei padiglioni dell'Esposizione del 1881 da lui stesso realizzati;[14]
- il Civico planetario Ulrico Hoepli, progettato dall'architetto Piero Portaluppi nel 1929.

Sul Monte Merlo, in un edificio in stile eclettico progettato nel 1863 da Giuseppe Balzaretto  si trova il "padiglione del caffè", diventato una scuola materna dopo il restauro del 1920. Sul lato corte di palazzo Dugnani vi è una grande vasca con fontana. Alcuni edifici esistenti in passato, tra i quali il chiostro delle Carcanine noto con il nome di Salone, sono stati demoliti, mentre oggi sono stati attrezzati vari percorsi ciclabili.

### Monumenti
1 A Giuseppe Sirtori
2 A Luciano Manara
3 Ad Antonio Rosmini
4 Ad Antonio Stoppani
5 A Gaetano Negri
6 A Filippo Carcano
7 A Ernesto Teodoro Moneta
8 A Indro Montanelli
All'interno dei giardini sono presenti diversi monumenti:
- Monumento ai Martiri dello Spielberg (1850) di Alessandro Puttinati
- Monumento a Giuseppe Balzaretto (1876) di Bertini e Francesco Barzaghi
- Monumento a Giuseppe Sirtori (1892) di Enrico Butti
- Monumento a Luciano Manara (1894) di Francesco Barzaghi
- Monumento ad Antonio Rosmini (1896) di Francesco Confalonieri
- Monumento ad Antonio Stoppani (1898) di Francesco Confalonieri
- Monumento a Emilio De Marchi (1905) di Antonio Carminati
- Monumento a Gaetano Negri (1908) di Luigi Secchi
- Monumento a Giuseppe Giacosa (1910) di Luigi Secchi
- Monumento a Filippo Carcano (1917) di Egidio Boninsegna
- Monumento a Ernesto Teodoro Moneta (1924) di Tullio Brianzi
- Monumento a Indro Montanelli (2006) di Vito Tongiani

Su un isolotto nel laghetto nel 1862 era stato posizionato anche il monumento a Carlo Porta di Alessandro Puttinati; la statua fu però distrutta dai bombardamenti del 1943.